# 莫宏克山莊
莫宏克山莊（英語：Mohonk Mountain House，或稱）位於紐約州新帕爾茨，是個美國國家歷史地標 兼旅遊勝地。此地位於在卡茲奇山之南，哈德遜河之西。山頂有一湖，印地安人稱其為“莫宏克”，英語中的意思是“天池”。